# Георги Енчев
Георги Енчев Иванов е български музикант, вокал и китарист на чешката хевиметъл група Титаник.

## Биография
Роден е в Ямбол през 1966 година. За кратко свири с групата на Силвия Кацарова LZ, преди
в края на 1987 да стане част от група „Импулс“. На следващата година групата записва песента „Гладиатор“, която става първата българска метъл песен, излъчена по телевизията. След това групата записва албум със същото име, който постига огромен успех. През есента на 1989 Импулс свирят на една сцена с чешката група „Титаник“. След края на концерта чехите предлагат на Георги да стане китарист в бандата им, давайки му 4 пъти по-голяма заплата от това, което получава в Импулс. Музикантът изпълнява договорът си с Импулс до края на годината, след което се присъединява към „Титаник“. Те издават 3 албума с Енчев в състава си: „Абел“, „3“ и „Рок балади“. През 2002 Георги Енчев напуска Титаник и заминава да живее в САЩ, но се завръща в групата през 2009. През ноември 2013 г. Титаник издават новия си албум Double time.